# Taretan
Taretan es una localidad del estado de Michoacán, en México. Es la cabecera del municipio homónimo. Según el censo de 2020, tiene una población de 7117 habitantes.

## Toponimia
El nombre Taretan proviene de la lengua purépecha y se interpreta como ‘sementera’. Cecilio Robelo le asigna el mismo significado pero señala que proviene del purépecha y que su equivalente en náhuatl es milpa.

## Ubicación
La localidad de Taretan se encuentra aproximadamente en la ubicación 19°20′4″N 101°55′4″O / 19.33444, -101.91778, a una altitud de 1141 m s. n. m., a 155 km de la capital del estado.

## Demografía
Según los datos registrados en el censo de 2020, la localidad cuenta con 7117 habitantes, lo que representa un crecimiento promedio anual de 1 % en el período 2010-2020 sobre la base de los 6440 habitantes registrados en el censo anterior. Ocupa una superficie de 4.732 km², lo que determina al año 2020 una densidad de 1504 hab/km².
| Gráfica de evolución demográfica de Taretan entre 2000 y 2020     |
|                                                                   |
| Fuente: Instituto Nacional de Estadística Geografía e Informática |

La población de Taretan está mayoritariamente alfabetizada (3.40 % de personas mayores de 15 años analfabetas, según relevamiento del año 2020), con un grado de escolaridad cercano a los 9 años. Solo el 0.83 % se reconoce como indígena. El 89.2 % de los habitantes de Taretan profesa la religión católica.
En el año 2010 estaba clasificada como una localidad de grado bajo de vulnerabilidad social. Según el relevamiento realizado, 2239 personas de 15 años o más no habían completado la educación básica —carencia conocida como rezago educativo—, y 1276 personas no disponían de acceso a la salud.

## Hermanamientos
La ciudad de Taretan está hermanada con dos ciudades alrededor del mundo:
- Uión de Reyes, Cuba (2007)[10]
- Matanzas, Cuba (2009)[11]